# Seleção Brasileira de Futsal
A Seleção Brasileira de Futsal é a seleção oficial de futebol de salão do Brasil, fundada em 1969, e que tem como unidade organizadora a Confederação Brasileira de Futebol (CBF). Não deve ser confundida com a Seleção Brasileira de Futebol de Salão da CNFS, que participa de campeonatos da AMF nas regras de futebol de salão da FIFUSA.
Nenhuma modalidade esportiva no Brasil apresenta um desempenho tão eficiente quanto a Seleção Brasileira Masculina Adulta de Futsal, que conquistou mais de 50 títulos internacionais ao longo de sua história. Sua tradição vitoriosa vem desde os primeiros torneios organizados pela FIFUSA, a primeira entidade a comandar os torneios mundiais do esporte. Atualmente, a seleção brasileira ocupa a primeira posição no ranking mundial de futsal.
Até 1988, a Seleção Brasileira de Futsal disputava os torneios organizados pela FIFUSA, ou seja, com as antigas regras do Futebol de Salão. Em 1989, a Confederação Brasileira de Futsal resolveu participar dos torneios organizados pela FIFA (que naquele ano passou a gerir o Futsal, com novas regras) e se desfilia da FIFUSA (que continuou a organizar torneios de Futebol de Salão, mantendo as regras antigas). Por conta disso, a Seleção Brasileira de Futsal se considera como herdeira das conquistas dos torneios organizados pela FIFUSA até 1988, diferentemente da FIFA.
Considerando-se os torneios organizados pela FIFUSA até 1988, o Brasil participou de todas as onze edições do Campeonato Mundial de Futsal (três organizadas pela FIFUSA, e oito pela FIFA), tendo sido o país-sede em 1982 e 2008. Incluindo-se os três primeiros Mundiais, a seleção brasileira foi oito vezes campeã (em 1982, 1985, 1989, 1992, 1996, 2008, 2012 e 2024) e duas vezes vice-campeã (em 1988 e 2000), ficando fora da final em apenas duas edições (em 2004 e 2016). Como já explicado, porém, a FIFA considera a seleção brasileira como sendo seis vezes campeã mundial de futsal.
Das 22 edições disputadas da Copa América (10 na era FIFUSA e 12 na era FIFA), a seleção canarinho venceu 19 delas, confirmando sua hegemonia no esporte.

## História

### Era FIFUSA - Hegemonia e 920 jogos de invencibilidade
Criado no Brasil durante a década de 1940, o futebol de salão iniciou sua expansão internacional em 14 de setembro de 1969. Em reunião entre os dirigentes João Havelange (presidente da CBD), Luiz Maria Zubizarreta (presidente da Associação Paraguaia de Futebol) e Carlos Bustamante Arzúa (presidente da Associação Uruguaia de Futebol), foi fundada a Confederação Sul-Americana de Futebol de Salão (CSFS) em Assunção, com a criação das respectivas equipes nacionais brasileira, paraguaia e uruguaia.
Ainda naquele ano, a seleção brasileira venceria o primeiro sul-americano de futebol de salão, sediado no Brasil. Durante a década de 1970, a seleção brasileira faturou as seis edições do Sul-Americano realizadas entre 1971 e 1979. Em 1980, o Brasil venceu o Campeonato Pan-Americano de Futebol de Salão no México, o primeiro campeonato oficial internacional organizado pela Federação Internacional de Futebol de Salão (FIFUSA).
Até essa época, os atletas que se destacavam eram: Fernandinho, Serginho Paiva, Plácido, Zé Milton, Sorage, Dárcio, Pipa, Tamba, Maleta, Aécio, China, Adilson, Pinga Fogo, Niactor, Efraim, Mota Rabelo, César Mineiro, Arnaldo, Ferreira, Celso, Palafita, e João de Deus. 
A entidade organizou o primeiro Campeonato Mundial de Futebol de Salão, tendo como sede o ginásio do Ibirapuera, em São Paulo. Com jogadores amadores (todos tinham outra profissão), o Brasil fez sua parte, ao bater o Paraguai na final do torneio, pelo placar de 1 a 0, com gol de Jackson (um dos primeiros idolos brasileiros no esporte). Outro destaque foi Douglas.
Em 1985, na segunda edição do Mundial da FIFUSA (na Espanha), o Brasil consolidou sua fama no esporte ao ganhar da seleção espanhola, por 3 a 1, na decisão jogada em Madrid. Outra vez Jackson e Douglas foram as grandes estrelas da competição.
No Mundial de 1988 (na Austrália), veio a primeira grande decepção da equipe nacional, com a derrota por 2 a 1 na final do torneio frente ao Paraguai, maior rival do Brasil no futebol de salão durante a década de 1980.
Em 1988, Douglas e Ortiz eram os principais destaques brasileiros.

### Era FIFA
Com o crescimento do futebol de salão na década de 1980, levou a FIFA a travar uma disputa contra a FIFUSA pelo comando da modalidade. Durante todo o ano de 1988, representantes da CBFS e da FIFA fizeram reuniões constantes, com o objetivo de avalizar o controle do futebol de salão pela maxima entidade do futebol.
Em janeiro de 1989, a FIFA organizou seu primeiro mundial de futsal, nos Países Baixos. O evento representou o marco decisivo para que a entidade passasse a tomar conta do futebol de salão. Afiliada a FIFUSA, o Brasil participou do torneio representado por atletas do time do Bradesco. E com esses jogadores, voltou ao topo mundial, derrotando os holandeses na decisão, por 2 a 1.
Em 2 de maio de 1990, a Confederação Brasileira de Futebol de Salão desligou-se oficialmente da FIFUSA. A desfiliação da maior grande potência do esporte enfraqueceu em definitivo a FIFUSA, ao selar de vez o controle da FIFA sobre a modalidade, que passou a ser chamada de Futsal. A AMF, porém, continuou a organizar eventos de Futebol de Salão com as antigas regras utilizadas pela FIFUSA, e, com isso, foi-se estruturada a Confederação Nacional de Futebol de Salão, que criou a Seleção Brasileira de Futebol de Salão. A Seleção Brasileira de Futsal, porém, continuou a existir, mas agora jogando com as regras da FIFA. Em 2012, essa "confusão" acabou gerando uma discussão entre a Confederação Brasileira de Futebol de Salão e a FIFA, já que a Seleção Brasileira de Futsal foi disputar a Copa do Mundo de Futsal de 2012 com um uniforme com 6 estrelas (já que a CBFS também estava considerando as 2 conquistas no Campeonato Mundial de Futebol de Salão da FIFUSA como títulos mundiais). A FIFA, porém, exigiu que a equipe retirasse 2 estrelas de seu uniforme para que pudesse disputar o torneio.
Em 1992, com uma nova geração de craques, entre os quais Jorginho, Manoel Tobias, Vander e Fininho, o Brasil faturou o Mundial de Hong Kong, ao bater os Estados Unidos, por 4 a 1, na final.
Em 1996, a seleção brasileira consolidaria sua hegemonia no futsal, ao conquistar na edição da Espanha o tricampeonato mundial da FIFA e seu quinto título (somado aos dos tempos de FIFUSA). Na grande final, o Brasil derrotou a Espanha, repetindo o feito de 1985. Dessa vez, os brasileiros venceram por 6 a 4, em Barcelona. Manoel Tobias foi a grande estrela dessa geração.
Com nomes como Falcão, uma renovada seleção brasileira disputou o Mundial de 2000 (na Guatemala) na condição de grande favorita. Mas na final do torneio, a seleção espanhola venceu o Brasil, por 4 a 3, colocando fim aos onze anos de hegemonia brasileira em mundiais da FIFA.
No Mundial de Taipei em 2004, o Brasil levou uma de suas gerações mais talentosas, mas foi surpreendido mais uma vez frente a Espanha. Em duelo na semifinal, que terminou empatado em 2 a 2 no tempo normal, os europeus venceram por 5 a 4 nos pênaltis, resultado que deixou o time verde-amarelo pela primeira vez fora de uma final mundial.
Em 2006, a seleção brasileira aplicou a maior goleada de sua história, ao derrotar a equipe de Timor-Leste por 76 a 0 nos Jogos da Lusofonia de 2006..
Na Copa do Mundo de 2008 no Brasil, mais uma final contra a Espanha. Depois de um empate no tempo regulamentar em 2 a 2 (1 a 1 no tempo normal e 1 a 1 na prorrogação), os times decidiram o título nos pênaltis, e o hexacampeonato da seleção brasileira veio com um triunfo por 4 a 3.
Maiores potências do futsal, Brasil e Espanha decidiram pela quinta vez uma final da Copa do Mundo, a quarta na Era FIFA, em 2012. Na decisão do Mundial da Tailândia, as duas seleções empataram em 2 a 2 no tempo normal. Na prorrogação, a seleção canarinho marcou o gol nos segundos finais, vencendo por 3 a 2 e conquistando o heptacampeonato mundial.
Na Copa do Mundo de 2016 (na Colômbia), após fazer uma ótima primeira fase se classificando em primeiro lugar do grupo com 3 vitórias em 3 jogos, a seleção brasileira foi eliminada nas oitavas de final pela seleção iraniana nos pênaltis (3 a 2) após empate em 4 a 4. Com esse resultado, o Brasil ficou em 9° lugar (o pior desempenho do país na história da competição). O título ficou com a Argentina, que ganhou a Copa do Mundo da FIFA pela primeira vez.

## Títulos

### Seleção principal
| MUNDIAIS           | MUNDIAIS                                         | MUNDIAIS | MUNDIAIS |
|                    | Competição                                       | Títulos  | Temporadas |
| ------------------ | ------------------------------------------------ | -------- | --- |
|                    | Copa do Mundo FIFA de Futsal                     | 6        | 1989,1992,1996, 2008,2012 e 2024                                                                                                 |
|                    | Campeonato Mundial de Futebol de Salão da FIFUSA | 2        | 1982* e 1985* |
|                    | Copa das Confederações de Futsal                 | 1        | 2013 |
|                    | Mundialito de Futsal                             | 5        | 1995, 1996, 1998, 2001 e 2002 |
|                    | Grand Prix de Futsal                             | 10       | 2005, 2006, 2007, 2008, 2009, 2011, 2013, 2014, 2015 e 2018                                                                      |
| CONTINENTAIS       |                                                  |          | |
|                    | Competição                                       | Títulos  | Temporadas |
|                    | Copa América de Futsal                           | 20       | 1969*, 1971*, 1973*, 1975*, 1977*, 1979*, 1983*, 1986*, 1989*, 1992, 1995, 1996, 1997, 1998, 1999, 2000, 2008, 2011, 2017 e 2024 |
|                    | Jogos Pan-Americanos                             | 1        | 2007 |
|                    | Jogos Sul-Americanos                             | 4        | 2002, 2006, 2010 e 2014 |
|                    | Liga Sul-Americana de Futsal                     | 3        | 2017 , 2018 e 2019 |
| OUTROS             |                                                  |          | |
|                    | Competição                                       | Títulos  | Temporadas |
|                    | Jogos da Lusofonia                               | 2        | 2006 e 2009 |
| Brasil · Argentina | Desafio das Américas                             | 1        | 2018 |
|                    | Liga Sul-Americana de Futsal - Zona Norte        | 2        | 2017 e 2018 |
|                    | Liga Sul-Americana de Futsal - Zona Sul          | 1        | 2019 |

*Torneios da Era FIFUSA, período onde ela era a principal federação internacional do futsal. A CBFS considera que a Seleção Brasileira de Futsal é a verdadeira herdeira das conquistas destes torneios até 1988. Já a FIFA, não. Isso acabou gerando um conflito às vésperas da Copa do Mundo de Futsal de 2012, quando a Seleção Brasileira de Futsal foi disputar o torneio com um uniforme com 6 estrelas (fazendo alusão as 4 conquistas da Copa do Mundo, mais as 2 da época da FIFUSA). A FIFA, porém, exigiu que a equipe retirasse 2 estrelas de seu uniforme para que pudesse disputar o campeonato.

### Seleções de base
- Campeonato Sul-Americano Sub-20: 8 (2004, 2006, 2008, 2010, 2013, 2014, 2018 e 2023)
- Liga Sul-Americana de Futsal Sub-20: 3 (2017[18], 2018[19] e 2019[20])
- Liga Sul-Americana de Futsal Sub-20 - Zona Norte: 2 (2017[21] e 2018)[22]
- Liga Sul-Americana de Futsal Sub-20 - Zona Sul: 1 (2019)[24]
- Campeonato Sul-Americano Sub-17/18: 2 (2016 e 2018)
- Jogos Olímpicos de Verão da Juventude: 1 (2018)[25]

## Elenco atual
Os seguintes jogadores foram convocados para Copa do Mundo de Futsal de 2024 em julho de 2024.
| Número | Nome              | Posição | Clube              |
| ------ | ----------------- | ------- | ------------------ |
| 1      | Guitta            | Goleiro | MFK Ukhta          |
| 2      | Roncaglio         | Goleiro | Anderlecht         |
| 3      | Willian           | Goleiro | MFK Norilsk Nickel |
| 4      | Marlon            | Fixo    | ElPozo             |
| 5      | Neguinho          | Fixo    | Palma              |
| 6      | Marcel            | Ala     | ElPozo             |
| 7      | Dyego Zuffo       | Ala     | Barcelona          |
| 8      | Marcênio          | Ala     | Jaraguá            |
| 9      | Leandro Lino      | Ala     | Magnus             |
| 10     | Pito              | Pivô    | Barcelona          |
| 11     | Ferrão            | Pivô    | Semey              |
| 12     | Arthur            | Ala     | Benfica            |
| 13     | Rafa Santos       | Pivô    | ElPozo             |
| 14     | Felipe Valério    | Ala     | ElPozo             |
|        | Marquinhos Xavier | Técnico |                    |